# Tropidosteptes wileyae
Tropidosteptes wileyae är en insektsart som först beskrevs av Knight 1929.  Tropidosteptes wileyae ingår i släktet Tropidosteptes och familjen ängsskinnbaggar. Inga underarter finns listade i Catalogue of Life.